# Michael Lowry (aktor)
Michael Lowry (ur. 20 marca 1968 r. w Staten Island w stanie Nowy Jork) – amerykański aktor telewizyjny i filmowy.

## Życiorys
Urodził się w Staten Island w stanie Nowy Jork w rodzinie lekarzy. Wychowywał się w Albany w stanie Oregon, w hrabstwie Linn, na obrzeżach Portland. Początkowo zdobył podwójny dyplom z zoologii i biologii w Oregon State University. Później został przyjęty do szkoły medycznej. Jednak ostatecznie rozpoczął karierę na szklanym ekranie.
W latach 2006–2007 uczęszczał do centrum dla opieki przedszpitalnej na University of California, Los Angeles i dorabiał jako certyfikowany sanitariusz w Central Park Medical Unit. W latach 2010–2013 uczęszczał na wydział prawa na UCLA.

## Filmografia

### Filmy fabularne
- 1991: Władca Lalek 3: Zemsta Toulon'a (Puppet Master III: Toulon's Revenge) jako ochraniacz doktora Hessa
- 1992: Netherworld jako Stemsy
- 1992: Ironheart jako Richard
- 2000: Broke Even jako Curry
- 2003: Coronado jako Will Gallagher

### Filmy TV
- 1993: Rio Shannon jako Tomasito
- 1994: Zimni i szaleni (Cool and the Crazy) jako Jack
- 1996: Pamięć (Remembrance) jako Vasili Arbus
- 2002: Nowa twarz (Another Pretty Face) jako Tom Sinclair
- 2008: 1% jako Ted

### Seriale TV
- 1933: Przygody Brisco County Juniora (The Adventures of Brisco County Jr.) jako Ricketts
- 1994: Świat według Bundych (Married... with Children) jako Sloan
- 1994: Rebel Highway jako Jack
- 1994: Moje tak zwane życie (My So-Called Life) jako strażnik w muzeum George
- 1994: All-American Girl jako Jack
- 1994: Diagnoza morderstwo (Diagnosis Murder) jako Dave
- 1995: Braterska miłość (Brotherly Love) jako Josh
- 1995: The Larry Sanders Show jako Sean
- 1996: Braterska miłość (Brotherly Love) jako Josh
- 1997−2000: Wszystkie moje dzieci (All My Children) jako dr Joseph 'Joey' 'Jake' Martin Jr.
- 2002: Diabli nadali (The King of Queens) jako Mike Ross
- 2002: V.I.P. jako McLemore
- 2002: The Drew Carey Show jako Drake
- 2003: Agenci NCIS (NCIS) jako Komandor podporucznik Akron
- 2003: Diabli nadali (The King of Queens) jako Mike Ross
- 2004: Las Vegas jako Cody Barnes
- 2004–2005: As the World Turns jako Les Sweeney
- 2005: The Bad Girl's Guide jako Trevor Douglas
- 2006: Moda na sukces (The Bold and the Beautiful) jako dr Hillman
- 2005: Dwóch i pół (Two and a Half Men) jako Wes Tosterone
- 2008: Bez śladu (Without a Trace) jako Ted Andrelli
- 2009–2010: Tylko jedno życie (One Life to Live) jako Ross Rayburn
- 2010: Prawo i bezprawie (Law & Order: Trial by Jury) jako Price
- 2014: Jej Szerokość Afrodyta (Drop Dead Diva) jako AAG Joe Lowry